# 大固本镇
大固本镇，是中华人民共和国辽宁省阜新市阜新蒙古族自治县下辖的一个乡镇级行政单位。

## 行政区划
大固本镇下辖以下地区：
大固本村、平安地村、扁担营子村、八大王庙村、关家村、野马套海村、梅力营子村、大干诺尔村、梨树营子村、那四村、宝德村、和睦村、太和申村、会德村和吐拉尺村。